# Battaglia di Garnett's & Golding's Farm
La battaglia di Garnett's and Golding's Farms fu una delle Battaglie dei Sette Giorni della Campagna Peninsulare della guerra di secessione americana e venne combattuta nel giugno 1862 nella Contea di Henrico (Virginia).

## Contesto
Il 27 giugno 1862, mentre l'Armata Confederata della Virginia Settentrionale del generale Robert E. Lee stava combattendo a Gaines' Mill, le truppe confederate che si trovavano a sud del Chickahominy River condussero una ricognizione per stabilire la posizione delle forze nordiste di George B. McClellan.

## La battaglia
Durante la ricognizione il brigadiere generale Robert Toombs lanciò, nei pressi della fattoria di James M. Garnett un attacco contro un corpo di spedizione nemico comandato da William Farrar Smith. L'attacco venne respinto.
Il giorno dopo Toombs tentò una nuova offensiva, stavolta nei pressi della fattoria di Simon Gouldin (conosciuto anche come Golding) ma nuovamente venne respinto da un contrattacco nordista.